# 2002年6月10日日食
2002年6月10日日食是一次日環食，發生於2002年6月10日（東半球為6月11日）。新月當天（即朔日），地球上觀測到月球和太阳的角距離極小，此時月球如果恰好在月球交點附近，穿過太阳和地球之間，與地球、太阳接近一直線，則會出現日食。月球穿過太阳和地球之間，但距地球較遠，本影未能接觸地表，而使偽本影覆蓋的區域內看到月球的角直徑小於太陽，就形成日環食，同時在偽本影兩側數千公里的半影範圍內形成日偏食。此次日環食經過了印尼、帛琉、北马里亚纳群岛、墨西哥，日偏食則覆蓋了太平洋中北部及其兩岸亚洲、北美洲的部分地區。

## 日食概況

### 出現區域
印尼苏拉威西岛中蘇拉威西省北端西里伯斯海沿岸在6月11日日出時最先看到日環食，隨後月球偽本影向東北移動，經過了印尼、帛琉、美國的自由邦北马里亚纳群岛的部分島嶼，又在北太平洋跨過國際日期變更線後不久於西北夏威夷群島的庫雷環礁以北約680公里的洋面達到最大食分。此後偽本影繼續在北太平洋移動並逐漸轉向東南，最終在6月10日日落時分結束於墨西哥哈利斯科州西部沿海地區。
和2001年12月14日的上一次日環食類似，此次環食帶覆蓋範圍內絕大部分也都是海洋。除部分島嶼外，本次環食帶內的陸地僅有偽本影即將離開地表時在墨西哥劃過的不足100公里。偽本影經過的陸地依次包括：
- 印度尼西亞：苏拉威西岛隸屬中蘇拉威西省部分的北端，及隸屬北蘇拉威西省的桑義赫群島除南北較遠小島外的大部、塔勞群島除南北兩端外的大部；
- 帛琉：全國最北部的卡揚埃爾州全部島嶼；
- ：阿吉甘島（英语：Aguigan）、天寧島除北端外的大部分、塞班岛東南部；
- 墨西哥：哈利斯科州西部沿海。[3][4]

除了上述狹窄的環食帶內能看到日環食之外，月球半影覆蓋範圍內都能看到日偏食，包括除中國西部和蒙古大部外的东亚大部分、除缅甸西部、马来半岛、印尼西部外的东南亚大部分、澳大利亚北部、俄罗斯遠東地區東南部、除北部沿海、東部沿海和中美洲大部外的北美洲，以及太平洋中北部諸島嶼。其中國際日期變更線兩側大約各有一半，該線以東的部分在6月10日看到日食，以西部分在6月11日看到日食。

此次日環食過程中月影在地表移動的動畫

### 基本參數
- 類型：日環食
- 食甚中心處（位於美国夏威夷州庫里環礁以北約680公里的北太平洋）資料：
  - 時間：2002年6月10日23:44:17.4
  - 地點：34°32.9′N 178°37.1′W / 34.5483°N 178.6183°W
  - 食分：0.9962（環食帶內最大）
  - 偽本影寬度：13.5公里
  - 日環食持續時間：22.8秒
- 環食最長處（位於印尼苏拉威西岛中蘇拉威西省北岸的西里伯斯海）資料：
  - 時間：2002年6月10日21:54:30
  - 地點：1°20′N 120°41′E / 1.333°N 120.683°E
  - 偽本影寬度：78.3公里
  - 日環食持續時間：1分12.6秒（環食帶內最長）[6]

## 觀測
此次日環食地表接近月球本影錐末端，日環食的食分較大，從地球上看到的月面與日面邊緣貼得較近，在月球邊緣凹凸的山峰影響下，會出現一般只有日全食時才能看見的倍里珠。而由於本次環食帶覆蓋的陸地極少，摩鹿加群岛發生近似内战的騷亂，又使許多觀測者不去印尼。因而日環食觀測主要集中於密克羅尼西亞島群的帛琉、北马里亚纳群岛，及太平洋東岸的墨西哥。一支日本觀測隊在天寧島做了網上直播，當地早晨日出時天氣晴朗，距食甚20分鐘時，太阳被雲完全覆蓋，但最終在食甚前不久露出雲層。而在墨西哥，由於陸地上日環食發生時即將日落，太阳高度角極低，許多人從巴亞爾塔港等港口乘船到海上觀測。但受到熱帶風暴鮑里斯影響，日食過程中很長時間太阳都被雲層掩蓋住，有些地方還下了雨，只有偶爾幾次露出雲層。

## 相關的日食

### 2000-2003年的日食
月球交替位於相對的月球交點時，以半個交點年（食年），即約177天又4小時間隔出現下列日食。
註：2000年2月5日和2000年7月31日的日偏食屬於上一組交點年系列。
| 日食列表  |           |           |           |           |           |           |           |           |           |           |           |
| 1997-2000 | 2000-2003 | 2004-2007 | 2008-2011 | 2011-2014 | 2015-2018 | 2018-2021 | 2022-2025 | 2026-2029 | 2029-2032 | 2033-2036 | 2036-2039 |

| 升交點                   | 升交點                  |                              | 降交點                    | 降交點 |
| 沙羅週期                 | 地圖                    | 沙羅週期                     | 地圖                      |        |
| 117                      | 2000年7月1日 偏食（南） | 122                          | 2000年12月25日 偏食（北） |        |
| 127 赞比亚路沙卡的日全食 | 2001年6月21日 全食      | 132 美国明尼阿波利斯的日偏食 | 2001年12月14日 環食       |        |
| 137 美国洛杉矶的日偏食   | 2002年6月10日 環食      | 142 澳大利亚伍默拉的日全食   | 2002年12月4日 全食        |        |
| 147 蘇格蘭庫洛登的日環食 | 2003年5月31日 環食      | 152                          | 2003年11月23日 全食       |        |

### 沙羅周期
沙羅周期長度為18年11天。本次日食屬於沙羅週期137，共包含70次日食，依次為1389年5月25日至1515年8月9日的8次日偏食、1533年8月20日至1695年12月6日的10次日全食、1713年12月17日至1804年12月11日的6次全環食（亦稱混合食）、1822年12月21日至1876年3月25日的4次日環食、1894年4月6日至1930年4月28日的3次全環食、1948年5月9日至2507年4月23日的32次日環食、2525年4月23日至2633年6月28日的7次日偏食，總共歷時1244.08年。其中最長的全食發生於1569年9月10日，共持續了2分55秒。
下表列舉了1901年至2100年間發生的屬於該周期的11次日食，是第30至40次：
| 30            | 31            | 32            |
| ------------- | ------------- | ------------- |
| 1912年4月17日 | 1930年4月28日 | 1948年5月9日  |
| 33            | 34            | 35            |
| 1966年5月20日 | 1984年5月30日 | 2002年6月10日 |
| 36            | 37            | 38            |
| 2020年6月21日 | 2038年7月2日  | 2056年7月12日 |
| 39            | 40            |               |
| 2074年7月24日 | 2092年8月3日  |               |

### 默冬章
默冬序列是至少包含5個以19年（6939.69天）重覆出現的食的週期組合，而這些日食幾乎都出現在日曆上相同的日期。另一方面，它也包含了1/5長或3.8年（1387.94天）的子週期。
這個序列從1964年6月10日至2036年8月21日，其中包含了20次的日食事件。
| 6月10-11日    | 3月27-29日    | 1月15-16日    | 11月3日       | 8月21-22日    |
| 117           | 119           | 121           | 123           | 125           |
| ------------- | ------------- | ------------- | ------------- | ------------- |
| 1964年6月10日 | 1968年3月28日 | 1972年1月16日 | 1975年11月3日 | 1979年8月22日 |
| 127           | 129           | 131           | 133           | 135           |
| 1983年6月11日 | 1987年3月29日 | 1991年1月15日 | 1994年11月3日 | 1998年8月22日 |
| 137           | 139           | 141           | 143           | 145           |
| 2002年6月10日 | 2006年3月29日 | 2010年1月15日 | 2013年11月3日 | 2017年8月21日 |
| 147           | 149           | 151           | 153           | 155           |
| 2021年6月10日 | 2025年3月29日 | 2029年1月14日 | 2032年11月3日 | 2036年8月21日 |

## 資料來源
1. ↑  樊忠玉. . 中国天文科普网.   [2015-12-12]. （原始内容存档于2014-09-17）.
2. 1 2  Fred Espenak. . NASA Eclipse Web Site.   [2015-12-12]. （原始内容存档于2016-12-12）.（英文）
3. ↑  Fred Espenak. . NASA Eclipse Web Site.   [2015-12-12]. （原始内容存档于2016-03-04）.（英文）
4. ↑  Xavier M. Jubier. .   [2016-01-10]. （原始内容存档于2019-01-11）.（法文）（英文）
5. ↑  Fred Espenak. . NASA Eclipse Web Site.   [2015-12-12]. （原始内容存档于2008-08-08）.（英文）
6. ↑  Fred Espenak. . NASA Eclipse Web Site.   [2015-12-18]. （原始内容存档于2015-03-03）.（英文）
7. ↑  . Sonnenfinsternis.org.   [2015-12-12]. （原始内容存档于2016-03-04）.（德文）
8. ↑  . Eclipse Tours.   [2015-12-12]. （原始内容存档于2015-12-22）.（英文）
9. ↑  .   [2015-12-12]. （原始内容存档于2015-12-22） （日语）.
10. ↑  . Argelander-Instituts für Astronomie.   [2015-12-12]. （原始内容存档于2013-06-30）.（英文）
11. ↑  Fred Espenak. . NASA Eclipse Web Site.（英文）

## 外部連結
- NASA日食專頁（页面存档备份，存于）（英文）
- 可見區域圖和時間統計：由弗雷德·埃斯佩纳克做出的日食預報，NASA/GSFC
  - Google互動地圖呈現的日食範圍
  - 貝塞爾元素
- Google地圖顯示的日環食和日偏食範圍（页面存档备份，存于）（法文）（英文）

圖片：
- 金門大橋上空的日偏食（連續攝影），2002年6月12日每日一天文圖，拍攝於美国旧金山金门大桥（英文）
- 日環食照片及錄影（页面存档备份，存于）（日語）
- Spaceweather.com的多地日環食及日偏食照片（页面存档备份，存于）（英文）

| \| \| 日食 \|                              |                              |                                           |
| 上一次日食： 2001年12月14日日食 （日環食） | 2002年6月10日日食 （日環食） | 下一次日食： 2002年12月4日日食 （日全食） |
| 上一次日環食： 2001年12月14日日食          | 2002年6月10日日食 （日環食） | 下一次日環食： 2003年5月31日日食          |
|                                            | 日食                         |                                           |